# Bob Peck
Pour les articles homonymes, voir Peck.
Bob Peck est un acteur britannique né le 23 août 1945 à Leeds (Royaume-Uni), mort d'un cancer le 4 avril 1999 à Londres (Royaume-Uni).

## Biographie
Il est surtout connu pour le rôle de Robert Muldoon le garde-chasse de Jurassic Park . 

## Filmographie
- 1975 : Le Froussard héroïque (Royal Flash) : Inspecteur de police
- 1979 : Macbeth, de Philip Casson (TV) : Macduff
- 1981 : The Three Sisters (TV) : Solyony
- 1982 : Lear : Lear
- 1982 : The Life and Adventures of Nicholas Nickleby (feuilleton TV) : John Browdie / Sir Mulberry Hawk
- 1984 : Bird of Prey 2 (TV) : Minister
- 1984 : Parker de Jim Goddard (en) : Rohl
- 1985 : Edge of Darkness (en) (feuilleton TV) : Ronald 'Ron' Craven
- 1986 : The Disputation (TV) : Pablo Christiani
- 1987 : After Pilkington (en) (TV) : James Westgate
- 1987 : On the Black Hill : Amos
- 1987 : The Kitchen Toto (en) : John Graham
- 1989 : A TV Dante (en) (feuilleton TV) : Dante
- 1989 : Slipstream : Le Souffle du futur (Slipstream) : Byron
- 1989 : Ladder of Swords : Detective Inspector Atherton
- 1989 : One Way Out (TV) : James
- 1990 : L'Île oubliée (Lord of the Flies) : Marine Officer
- 1990 : Children Crossing (TV) : John
- 1990 : Les 6 de Birmingham: 16 ans d'erreur (The Investigation: Inside a Terrorist Bombing) (TV)
- 1990 : Centrepoint (feuilleton TV) : Armstrong
- 1991 : The War That Never Ends (TV) : Nicias
- 1991 : The Black Velvet Gown (TV) : Percival Miller
- 1991 : Children of the Dragon (série TV) : Dr Will Flint
- 1992 : An Ungentlemanly Act (TV) : Maj. Mike Norman
- 1992 : Natural Lies (série TV) : Andrew Fell
- 1993 : Jurassic Park : Robert Muldoon
- 1994 : Verdi (TV) : Giuseppe Verdi (voix)
- 1994 : Hard Times (TV) : Thomas Gradgrind
- 1996 : The Merchant of Venice (TV) : Shylock
- 1996 : Merisairas : Captain Belger
- 1996 : Surviving Picasso : Françoise's Father
- 1997 : Deadly Summer (TV) : Donald Harcourt
- 1997 : La Guerre de l'opium (Yapian zhanzheng) : Denton
- 1997 : Smilla (Smilla's Sense of Snow) de Bille August : Ravn
- 1997 : Hospital! (TV) : Harley Benson
- 1997 : Le Mystère des fées : Une histoire vraie (FairyTale: A True Story) de Charles Sturridge : Harry Briggs
- 1998 : La Muselière (The Scold's Bridle) (TV) : Detective Sergeant Cooper
- 1999 : The Adventures of Young Indiana Jones: Masks of Evil (vidéo) : General Targo / Vlad Tepes 'Dracula'
- 2000 : Il était une fois Jésus (The Miracle Maker) : Joseph of Arimathea (voix)

## Radio
- The Lost, pièce de Richard Vincent, diffusée sur la BBC Radio 4.